# Лоренсвил (Охајо)
Лоренсвил (енгл. Lawrenceville) град је у америчкој савезној држави Охајо.

## Демографија
По попису из 2000. године број становника је 302.
| Група             | 2000.       | 2010.    |
| Белци             | 288 (95,4%) | 0 (0,0%) |
| Афроамериканци    | 3 (1,0%)    | 0 (0,0%) |
| Азијати           | 0 (0,0%)    | 0 (0,0%) |
| Хиспаноамериканци | 0 (0,0%)    | 0 (0,0%) |
| Укупно            | 302         | 0        |